# Edgar Hilsenrath
Edgar Hilsenrath (Leipzig, 2 april 1926 – Wittlich, 30 december 2018) was een Duits schrijver van Joodse herkomst, vooral bekend door zijn (Duitstalig) werk met de Holocaust als thema.

## Leven
Hilsenrath werd geboren in een niet-gelovige Joodse familie en werd pas met zijn Jood-zijn geconfronteerd toen de Nazi’s in 1933 aan de macht kwamen. Hij ontvluchtte Duitsland in 1938 samen met zijn moeder en broer. Ze verbleven enige tijd bij familie in Siret te Roemenië, maar werden tijdens de oorlog gedeporteerd naar een getto in Mohyliv-Podilskyi, tegenwoordig Oekraïne. Daar overleefde hij ternauwernood een razzia. Na de oorlog vertrok Hilsenrath naar Palestina, om in 1951 via Lyon naar New York te emigreren. In 1975 keerde hij weer terug naar Duitsland, waar hij eind 2018 overleed, 92 jaar oud.

## Werk
Hilsenrath schreef vooral romans en verhalen, meestal met de Holocaust als thema, doorgaans met een sterk autobiografische inslag. Taboes en groteske elementen gaat hij daarbij niet uit de weg. Seks en dood zijn terugkerende motieven. Honger, verkrachting en ontbering zijn schering en inslag, waarbij de Joden zeker niet altijd als slachtoffer werden neergezet. "De Joden in de getto", zo was zijn observatie, "waren in elke vezel net zo imperfect als mensen elders in de wereld". De schrijfstijl van Hilsenrath is naturalistisch, maar gepresenteerd op een bijna achteloos laconieke toon, veelvuldig gebruikmakend van zwarte humor. Heinrich Böll omschreef zijn werk als "melancholieke, stille poëzie", maar zei tegelijkertijd regelmatig een "drempel van walging" te hebben moeten overwinnen. "Mijn werk is niet voor gevoelige lezers", zette Hilsenrath daar tegenover.
Tot de bekendste werken van Hilsenrath behoren zijn debuutroman Nacht (1964), het groteske Der Nazi & der Friseur (1971) en Jossel Wassermanns Heimkehr  (1994). In 1989 won hij de Alfred-Döblin-Preis. Verschillende werken zijn in het Nederlands vertaald.

## Citaat / fragment
De wind zei: 'De deuren van de wagons worden nooit opengemaakt. Een paar boeren kwamen met water en brood, maar de bewakers hebben hen weer weggejaagd.'

'Hoor je de Joden jammeren?'

'Niet meer', zei de wind. 'De eerste dagen was het tamelijk hard, vooral het geroep om water. Daarna werd het gejammer zachter en nu hoor je niets meer.'

'Denk je dat ze allemaal dood zijn?'

'Nee', zei de wind, 'niet allemaal'.
Uit: De thuiskomst van Jossel Wassermann (epiloog), vertaling Elly Schippers.